# فولفغانغ كرامر
فولفغانغ كرامر (بالألمانية: Wolfgang Kramer)‏ هو مصمم ألماني، ولد في 29 يونيو 1942 في شتوتغارت في ألمانيا.

## وصلات خارجية
- الموقع الرسمي